# Most Zamkowy w Raciborzu
Most Zamkowy – drogowy most nad rzeką Odrą w centrum Raciborza, w Polsce. Obecny most został otwarty w 1914 roku (w 1945 roku został wysadzony, odbudowano go w latach 50. XX wieku), choć pierwsze wzmianki o stałej przeprawie w tym miejscu pochodzą jeszcze z czasów średniowiecza. Przez most biegnie droga wojewódzka nr 935 mająca w tym miejscu po dwa pasy ruchu w każdą stronę, po obu stronach mostu znajdują się również chodniki dla pieszych.

## Historia
Pierwsza wzmianka o moście w okolicy dzisiejszego mostu zamkowego (nieco na wschód od obecnej lokalizacji) pochodzi z 1299 roku. Był to pierwszy most w Raciborzu. Most ten był drewniany i biegł ukośnie przez rzekę. Wiadomo także, że za korzystanie z niego pobierane były opłaty. Most ten na przestrzeni wieków ulegał różnym zniszczeniom, np. 10 września 1637 roku spłonął na skutek pożaru jaki wybuchł w mieście, a 14 lutego 1795 roku jedną trzecią mostu zerwała kra lodowa. Po tym ostatnim wydarzeniu postanowiono wybudować zupełnie nowy most, usytuowany tym razem już prostopadle względem rzeki. Otwarcie długiego na 94 m i szerokiego na 6,3 m mostu nastąpiło 16 stycznia 1796 roku. Koszt budowy wyniósł 7300 talarów. Most ten znacznie ucierpiał podczas powodzi z 1830 roku, do tego stopnia iż konieczne było wybudowanie awaryjnej kładki dla pieszych. Po dwóch latach udało się przeprowadzić odbudowę, której koszt wyniósł 4000 talarów. W 1843 roku zadecydowano o kolejnej modernizacji, w związku z czym na pół roku powstał nowy tymczasowy most. Następne prace, na które wydano 3000 talarów, miały miejsce w październiku i listopadzie 1860 roku.
Wiosną 1871 roku rozpoczęto budowę nowego mostu w jego obecnej lokalizacji, niedaleko poprzedniej przeprawy. Plany mostu opracował budowniczy Theine. Długość nowego mostu wynosiła 79 m, a szerokość 10 m. Most opierał się na trzech kamiennych filarach, na których opierały się dwa żelazne przęsła. Środkiem mostu biegła wybrukowana jezdnia, a po obu stronach znajdowały się wyłożone drewnianymi belkami chodniki. Most ten uchodził za ozdobę miasta.
Na krótko przed rozpoczęciem I wojny światowej w 1914 roku w miejscu poprzedniego oddano do użytku nowy, betonowy most. Został on wysadzony 30 marca 1945 roku o godzinie 4.00 rano, w Wielki Piątek w trakcie walk o Racibórz przez wycofujących się niemieckich żołnierzy. Niedługo później żołnierze radzieccy zbudowali 100 m na wschód od wysadzonej przeprawy most pontonowy. Tymczasowy most pontonowy zastąpiono po jakimś czasie niską, drewnianą kładką, a w latach 50. XX wieku odbudowano wysadzony most, nadając mu pierwotny kształt. W latach 1996–1998 przeprowadzono generalny remont mostu, poszerzając jezdnię z dwóch do czterech pasów ruchu.